# Basic Instinct (álbum)
Basic Instinct é o quarto álbum de estúdio da cantora estadunidense de R&B Ciara. Foi lançado em 10 de dezembro de 2010, pela LaFace Records e Jive Records e, foi produzido pela própria Ciara, ao lado de Christopher Stewart e The-Dream, que também trabalharam com a cantora em seu álbum anterior, Fantasy Ride (2009).
O álbum gerou três singles, o primeiro com participação do rapper Ludacris, "Ride", lançado no dia 26 de abril de 2010 nos Estados Unidos, que alcançou o top cinco na parada Hot R&B/Hip-Hop Songs, e o número 42 na Billboard Hot 100. Os outros singles foram, "Speechless" e "Gimmie Dat".

## Gravação e produção
Em setembro de 2009, Christopher Stewart revelou que tinha a cantora estava trabalhando em seu tão esperado quarto álbum. Na época, o projeto foi criado objetivando ser produzido exclusivamente pelo trio The-Dream, Ciara e Stewart. Christopher disse ainda que as sessões nos estúdios traz "boas sensações" e que a música possui uma "boa vibe", concluindo: "este álbum é mais substancial do que o último (Fantasy Ride). Ela dança e nós queremos sempre trazer para fora o que ela faz e que os outros não fazem".

"Agora, ela está voltando, tentando fazer um álbum melhor do que ela fez da última vez e voltar a essa marca"

Tricky Stewart
Embora fora especulado sobre um possível lançamento do álbum em 2009, posteriormente foi informado que um lançamento para 2010 era mais provável. Duas canções do álbum vazaram, "Speechless", que possui a participação de The-Dream e "Gifted", que ainda pode aparecer no álbum. No final de 2009, Ciara começou a trabalhar com Darkchild, que também trabalhou com o álbum Fantasy Ride. O estúdio Milk Recording, de Atlanta, informou que Ciara havia trabalhado com eles em seu novo álbum. Walker Miles, engenheiro musical que trabalhou com Usher, em seu álbum Raymond vs. Raymond, e Mary J. Blige, em seu álbum Stronger With Each Tear, estava responsável por mixar algumas faixas do projeto.
Devido ao vazamento de faixas e a problemas legais associados a seu álbum anterior, Fantasy Ride, foi informado, em fevereiro de 2010, através da revista Rap-Up, que o novo álbum de estúdio da cantora seria estritamente confidencial, e que nenhuma notícia será lançada até que o álbum esteja pronto e que, seja possível realizar o anúncios oficiais.

## Divulgação
Em entrevista à "MaximoTV", em 12 de abril de 2010, Ciara disse que o álbum seria intitulado Basic Instinct. O título foi inspirado em um filme de 1992, que possui o mesmo nome, estrelado por Sharon Stone. Em 19 de abril de 2010, um vídeo promocional foi disponibilizado, tendo esse o título do álbum "Basic Instinct (U Got Me)". A canção de R&B, traz Ciara às suas raízes, gêneros urbanos, e, deixando de lado, o som mais pop de álbuns anteriores. O videoclipe foi dirigido por Phil the God e, tem a participação de The-Dream. No dia seguinte, a cantora lançou o site, OnylCiara. Os primeiros quinhentos fãs que encomendarem o álbum também tiveram a chance de receber um pôster do Basic Instinct, assinado por Ciara. Ciara co-apresentou o BET 's 106 & Park por quatro dias durante a semana de 8 de novembro de 2010.

## Singles
"Ride" foi o primeiro single, com a participação de Ludacris. A canção foi lançada em 26 de Abril de 2010 como download digital. Ele estreou na 93° colocação nas paradas estadunidenses. Seu videoclipe foi lançado na quarta-feira, 21 de abril de 2010, através da Vevo. Um remix oficial intitutlado "Bei Maejor Remix", foi lançado como download digital na Austrália e nos Estados Unidos em 29 de Junho de 2010 e, em 5 de Julho, no Reino Unido. O remix possui vocais de Bei Maejor, André 3000 e Ludacris chegando na 75° posição nas paradas australianas. "Speechless" foi o segundo single e, foi laçado em 7 de Setembro de 2010. A versão do álbum, conta com vocais de The-Dream, que vazou na internet em março de 2010, diferente da versão para o single, que apenas Ciara canta. "Gimme Dat", foi o terceiro single do álbum.

## Desempenho Comercial
Basic Instinct estreou no número 44 na parada Billboard 200 dos EUA, com vendas de 37.000 cópias na primeira semana. No Reino Unido, em 6 de maio de 2022, o álbum recebeu a certificação de Prata da British Phonographic Industry, por vendas e streams superiores a 60.000 cópias.

## Faixas
1. "Basic Instinct (U Got Me)"
2. "Ride" (participação de Ludacris)
3. "Gimmie Dat"
4. "Heavy Rotation"
5. "Girls Get Your Money"
6. "Yeah I Know"
7. "Speechless"
8. "You Can Get It"
9. "Turn It Up" (participação de Usher)
10. "Wants for Dinner"
11. "I Run It"

## Histórico de lançamento
| País           | Data                   | Formato              | Gravadora                    | Catálogo            |
| -------------- | ---------------------- | -------------------- | ---------------------------- | ------------------- |
| Austrália      | 10 de dezembro de 2010 | CD, download digital | Sony BMG Music Entertainment | 886977209222        |
| Reino Unido    | 13 de dezembro de 2010 | CD, download digital | Sony BMG Music Entertainment | 886977209222        |
| Estados Unidos | 14 de Dezembro de 2010 | CD, download digital | LaFace Records               | 886977209222        |
| Brasil         | 14 de Dezembro de 2010 | CD                   | Sony BMG Music Entertainment | 886977209222        |
| Japão          | 15 de dezembro de 2010 | CD, CD+DVD           | Sony BMG Music Entertainment | SICP2848 / SICP2846 |
| Holanda        | 24 de dezembro de 2010 | CD, download digital | Sony BMG Music Entertainment | 88697720922         |